# パメラ・ウェイト
パメラ・ウェイト（Pamela Weight）は、イギリス出身の女性フィギュアスケート選手。1956年世界フィギュアスケート選手権アイスダンスチャンピオン。パートナーはポール・トマス。

## 経歴
- 1954-55年シーズンよりポール・トマスと組む。
- 1956年ヨーロッパフィギュアスケート選手権優勝。
- 1956年世界フィギュアスケート選手権優勝。

## 主な戦績
| 大会/年    | 1954-55 | 1955-56 |
| ---------- | ------- | ------- |
| 世界選手権 | 2       | 1       |
| 欧州選手権 | 2       | 1       |